# Cixi, l'Impératrice douairière
Pour plus de détails, voir Fiche technique et Distribution.
Cixi, l'Impératrice douairière (傾國傾城, Qing guo qing cheng) est un film hongkongais réalisé par Li Han-hsiang et sorti en 1975. 
Il s'agit d'une adaptation d'une pièce de Yao Hsin-nung, déjà adaptée au cinéma en 1948  (L'Histoire secrète de la cour des Qing). Le film fut tourné en même temps que sa suite Le Retour de Cixi, qui fut montée et sortie un an plus tard .
Il remporte deux Golden Horse Awards à la 12e cérémonie des Golden Horse Film Festival and Awards (meilleure actrice principale, meilleurs décors).
Le film fut projeté en France au début des années 1980 à l'occasion d'un "festival kung fu" organisé par le journal Libération.

## Histoire
Pour protéger les fonctionnaires impériaux persécutés par le nouvel empereur Guangxu, un jeune homme sans expérience fasciné par la culture barbare, l'impératrice douairière Ts'eu-hsi doit quitter sa retraite politique pour reprendre en main les rênes de l'empire céleste et sauver la dynastie Qing, ce qui ne se fait pas sans quelques heurts. Elle doit par ailleurs protéger sa nièce l'impératrice en titre Jingfen, délaissée par son mari qui lui préfère un couple de sœurs, les concubines Jin et Zhen, dont les intrigues de palais sèment la discorde au sein de la cour.

## Fiche technique
- Titre français : Cixi, l'Impératrice douairière[6]
- Titre original : 傾國傾城 (Qing guo qing cheng)
- Titre anglais : The Empress Dowager
- Réalisation : Li Han-hsiang
- Scénario : Li Han-hsiang
- Photographie : Lin Hua-chao
- Société de production : Shaw Brothers
- Pays d'origine :  Hong Kong
- Langue originale : mandarin
- Format : couleurs - 2,35:1 - Mono - 35 mm
- Genre : drame historique
- Durée : 165 minutes
- Date de sortie : 1975

## Distribution
- Lisa Lu : l'impératrice douairière
- Ti Lung : l'empereur
- Hsiao Yao : la concubine Zhen
- Miao Tian : l'eunuque Li Lien-ying
- David Chiang : l'eunuque Ko Lien-tsai
- Ivy Ling Po : l'impératrice Jinfeng
- Chen Ping : la concubine Jin
- Tanny : Li Chieh
- Ku Feng : le seigneur Li Hung-chang
- Ching Miao : le fonctionnaire Yung Lu
- Yeung Chi-Hing : le fonctionnaire Hsu Tung
- Wang Hsieh : le fonctionnaire Kang Li
- Tin Ching : Cheng Yueh Lou
- Ouyang Sha-fei : une concubine